# Olivier Sorin
Olivier Sorin (* 16. April 1981 in Gien) ist ein ehemaliger französischer Fußballspieler und aktueller -trainer. Als Torwart stand er zuletzt beim Ligue 1 Club Stade Rennes unter Vertrag. Dort beendete er nach der Saison 2015/16 seine Karriere und ist seit 2017 Torwarttrainer.

## Karriere
Sorin begann seine Karriere in der Jugend des US Orléans. Im Jahr 2000 wechselte er zu AS Nancy in die Ligue 2. Dort schaffte er im Jahr 2005 den Aufstieg in die Ligue 1 und ein Jahr später gewann er den französischen Ligapokal. Zur Saison 2006/07 wechselte er für 1,3 Millionen Euro zum AJ Auxerre. Bei ihnen stand er in 205 Ligaspielen im Tor, zunächst in der Ligue 1, nach dem Abstieg 2012 auch in der Ligue 2. Des Weiteren kam er 2010 in 6 UEFA Champions League Spielen zum Einsatz. Zum Karriereende wechselte er nochmal zu Stade Rennes, war dort aber nur Ersatztorwart und beendete dort seine Karriere.
Seit dem 1. September 2017 ist Sorin Torwarttrainer bei Stade Rennes.